# HD 97658
HD 97658 (BD+26°2184) — звезда, которая находится в созвездии Лев на расстоянии около 68,8 световых лет от нас. Вокруг звезды обращается, как минимум, одна планета.

## Характеристики
HD 97658 — звезда 7,76 звёздной величины; впервые в астрономической литературе упоминается в каталоге Генри Дрейпера. Также распространено другое наименование — BD+26°2184, — данное в каталоге Bonner Durchmusterung (BD), составленном под руководством немецкого астронома Ф. Аргеландера в 50-60х годах XIX в. Звезда значительно тусклее Солнца. По своим физическим характеристикам — это оранжевый карлик с малой хромосферной активностью, имеющий температуру поверхности около 5170 кельвинов. Его масса и радиус равны 85% и 73% солнечных соответственно.

## Планетная система
В 2010 году группой астрономов, работающих с данными, полученными из обсерватории Кека, было объявлено об открытии  планеты HD 97658 b в системе. Открытие планеты было совершено методом Доплера, но в сентябре 2011 года на конференции "Extreme Solar Systems II", которая прошла в Вайоминге (США), было сообщено об открытии транзитов этой планеты по диску звезды . Планета представляет собой так называемую суперземлю — планету, по массе превосходящую нашу Землю в 6,4 раз, а по размеру в 2.93 раза больше нашей планеты. Таким образом, средняя плотность HD 97658 b оказывается равной 1,4 г/см3. Планета обращается по слабоэллиптичной орбите (эксцентриситет орбиты, e = 0,13) на расстоянии 0,08 а.е. от родительской звезды. Полный оборот она совершает за 9,5 суток. Из-за близости к звезде, средняя температура на планете по оценкам составляет 510–720 K.

## Ближайшее окружение звезды
Следующие звёздные системы находятся на расстоянии в пределах 20 световых лет от системы HD 97658:
| Звезда     | Спектральный класс | Расстояние, св. лет |
| GJ 3635    | M V                | 8,5                 |
| BD+02°2393 | K8 V               | 9,9                 |
| GJ 417     | G0 V               | 12                  |
| δ Льва     | A4 V               | 13                  |
| 88 Льва    | G0 V / K6 IV       | 16                  |
| 40 Льва    | F6 IV              | 17                  |
| 39 Льва    | F8 Vbw / M1 V      | 17                  |